# Plaça Major (Monells)
Plaça Major és una obra del municipi de Cruïlles, Monells i Sant Sadurní de l'Heura (Baix Empordà) inclosa en l'Inventari del Patrimoni Arquitectònic de Catalunya.

## Descripció
La plaça Major de Monells, actualment plaça de Jaume I, centra el barri del Castell, a la dreta del Rissec. És un espai de planta irregular, amb porxada de pedra en tres de les quatre bandes. Els arcs són predominantment de mig punt, i sostenen edificis de pedra amb coberta de teula, de tipologia popular, de planta baixa d'un o dos pisos.
La banda més interessant és la del nord, formada per sis arcades obertes a la plaça, d'arc rebaixat. A l'interior hi ha arcs irregulars, amb tendència al mig punt. Les cobertes són voltes de canó, d'aresta, de maó de pla, enteixinat de fusta, bigues i pedra La irregularitat dona un joc espacial d'ombres de gran interès, principalment des de l'entrada a la plaça a través del carrer cobert dels arcs.

## Història
L'espai porticat de la plaça de Monells, característic de les viles de mercat, configura un conjunt d'indubtable interès arquitectònic per la tipologia popular dels seus edificis, amb elements dels segles XVI al XVIII, i per les arcades irregulars. Cal dir, però que les restauracions dutes a terme a les façanes en què s'ha deixat a la vista la fàbrica de pedra no han estat del tot reeixides en alguns casos.